# Горизонт (хутор)
Горизонт — хутор в Аксайском районе Ростовской области.
Входит в состав Грушевского сельского поселения.

## География
Расположен в 45 км (по дорогам) севернее районного центра — города Аксай. Хутор находится на левом берегу реки Большой Несветай (приток р. Тузлов), по которой проходит граница с Родионово-Несветайским районом области.
На хуторе имеется одна улица: Центральная.

## История
Рядом с посёлком находится памятник «Пушка», посвященный участникам Великой Отечественной войны 1941—1945 годов. Образован в 1999 г.

## Население
| 2002 | 2010 |
| ---- | ---- |
| 25   | ↗38  |